# Бяла дупка
Бялата дупка е хипотетичен космически обект, представляващ област от пространство-времето, в която нищо не може да влезе, а материя, светлина и информация могат само да я напускат. В този смисъл може да се смята, че бялата дупка е противоположност на черната дупка.
През 1935 година Айнщайн и Розен публикували научен труд, посветен на „чревоядите“, т.е. на белите дупки, които още са наричани мост на Айнщайн-Розен, с подробно описание на възможностите за преминаване от едно място на друго, съединени с пространствени коридори.
Даденият коридор се състои от два или повече „входа“, съединени от „гърло“, чрез което става възможно преминаването. Този метод може да се използва за преминаване от едно място на друго както в две, така и в едно направление. Но, съгласно квантовите закони, тези коридори могат да бъдат много непредсказуеми – никой не може да каже къде, кога и по кое време ще се окажете.